# Antonio Rosario Mennonna
Dit overzicht is mogelijk incompleet; u kunt helpen door het uit te breiden.
Antonio Rosario Mennonna (Muro Lucano, 27 mei 1906 – aldaar, 6 november 2009) was een Italiaans bisschop van de Rooms-Katholieke Kerk.

## Biografie
Mennonna werd in 1928 tot priester gewijd. In 1955 werd hij tot bisschop van Muro Lucano gewijd door paus Pius XII. In 1962 werd hij bisschop van het bisdom Nardò. Hij nam deel aan het Tweede Vaticaans Concilie. In 1983 ging hij met emeritaat.
Hij overleed in 2009 op 103-jarige leeftijd. Hij was de op een na langst levende bisschop ter wereld op dat moment, na Antoine Nguyễn Văn Thiện.